# Trixagus trivialis
Trixagus trivialis är en skalbaggsart som först beskrevs av Horn 1890.  Trixagus trivialis ingår i släktet Trixagus och familjen småknäppare. Inga underarter finns listade i Catalogue of Life.